# Соснова вулиця (Київ, Дарницький район)
Сосно́ва ву́лиця — вулиця в Дарницькому районі міста Києва, селище Бортничі. Пролягає від Польової і Борової вулиць до кінця забудови.

## Історія
Вулиця виникла в середині 2000-х років.